# Un elefante sentado y quieto
Un elefante sentado y quieto (en chino, 大象席地而坐; pinyin, Dà Xiàng Xí Dì Ér Zuò), también conocida como An Elephant Sitting Still, es una película china estrenada el 16 de febrero de 2018 en el Festival Internacional de Cine de Berlín. Fue dirigida, escrita y editada por Hu Bo, siendo también la primera y última película de Hu antes de su suicidio el 12 de octubre de 2017, a la edad de 29 años. El filme se basa en el cuento homónimo incluido en el libro Huge Crack (2017), publicado por el director bajo el pseudónimo de Hu Qian, y explora las vidas de cuatro individuos con diferentes dificultades y poca esperanza para el futuro.
Fue protagonizada por Peng Yu-chang, Zhang Yu, Wang Yu-wen y Liu Cong-xi en los roles principales. El filme ha recibido la alabanza de la crítica, así como también una serie de diversos premios y nominaciones.

## Argumento

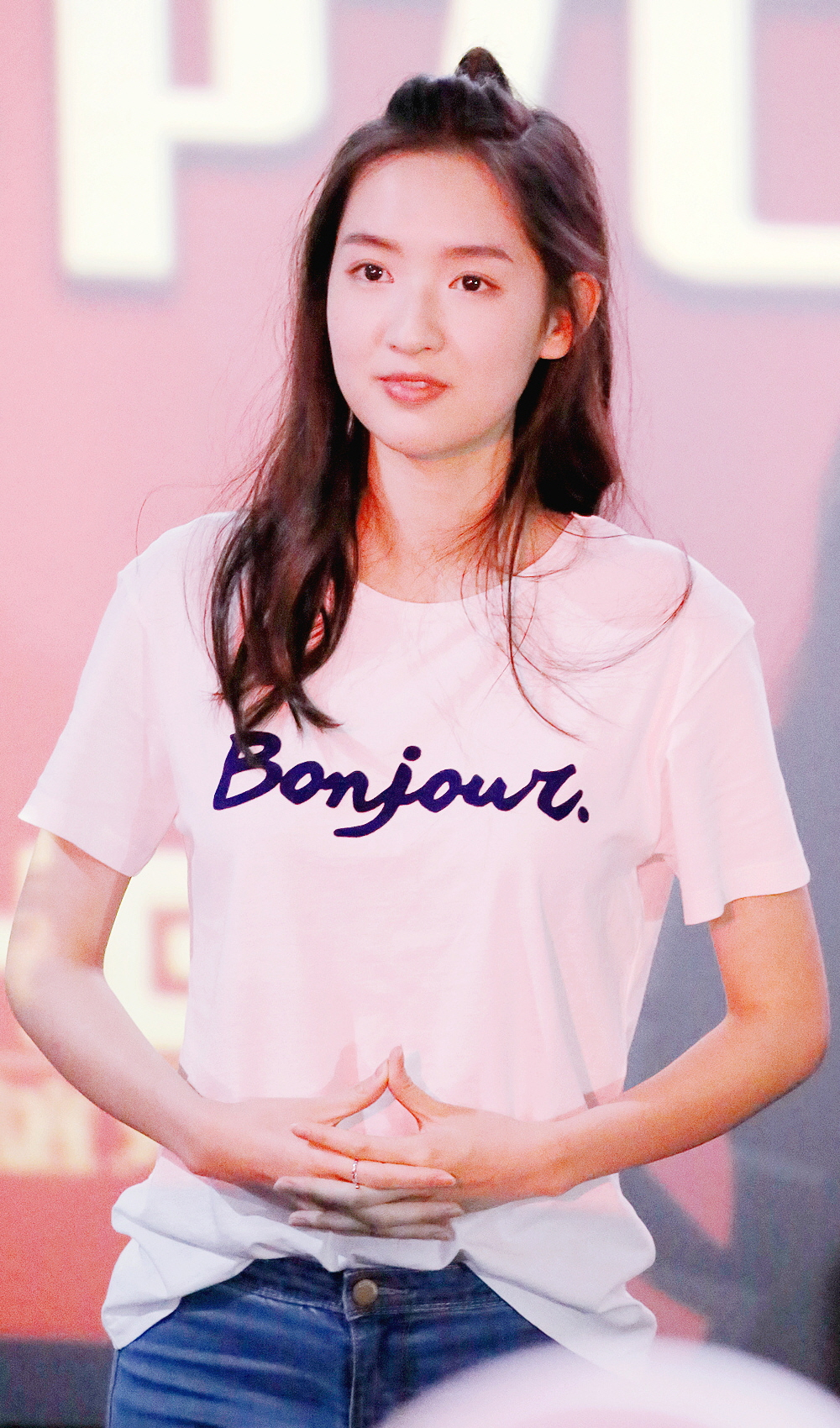
Wang Yu-wen interpretó a Huang Ling, compañera de clases y ocasional amiga de Wei Bu.

La película transcurre con lentitud, durante todo un día, desde el amanecer hasta la noche, en un clima cinematográfico sofocante. Dos hombres jóvenes, una mujer joven y un sexagenario, enfrentan circunstancias estresantes (muertes, infidelidades, agresiones, maltrato, desalojos), sin dejar de vivir sus vidas cotidianas y rutinarias, mientras planean ir Manzhouli para ver un elefante que se encuentra en el zoológico.
Yu Cheng (Zhang Yu), un pequeño delincuente local, tiene un amorío con la esposa de su mejor amigo, quien se suicida saltando de una ventana tras sorprenderlos en su apartamento. Temeroso de que las autoridades pudieran venir a buscarle y culparlo de lo sucedido, Yu Cheng huye del lugar. 
Wei Bu (Peng Yu-chang), un estudiante de secundaria con un padre abusivo y una vida familiar caótica, es echado por este del apartamento de la familia y enviado a vivir con su abuela. En la escuela, Wei Bu se encuentra con su amigo Li Kai (Ling Zheng-hui), quien le dice que está siendo acosado por Yu Shuai (Zhang Xiao-long), un bravucón y hermano menor de Yu Cheng. Yu Shuai culpa a Li Kai de la desaparición de su teléfono móvil y le exige a este una compensación, a pesar de que el primero afirma no ser el culpable. Wei Bu cree en la palabra de su amigo y le promete acompañarle a enfrentar a Yu Shuai para arreglar las cosas. Durante la confrontación con Yu Shuai, Wei Bu accidentalmente le empuja por las escaleras y, creyendo que estaba muerto, huye de la escuela por miedo a represalias. Wei Bu intenta refugiarse en la casa de su abuela, pero al llegar descubre que esta ha muerto mientras dormía. Un abrumado Wei Bu comunica la noticia a sus tíos y procede a marcharse sin más. Yu Shuai, herido de gravedad, es trasladado a un hospital cercano, donde muere poco después. Yu Cheng, a pesar de no sentir ningún afecto por su hermano y considerarlo una basura, sale a buscar a Wei Bu con el objetivo de hacerle pagar por lo sucedido.
Huang Ling (Wang Yu-wen), compañera de clases y ocasional amiga de Wei Bu, lidia con una madre alcohólica y despreocupada, con quien constantemente pelea. Huang Ling se encuentra con Wei Bu en un parque, donde este le dice que planea comprar un boleto a Manzhouli y le insta a ir con él. Sin embargo, ella se niega diciendo que era una locura. En realidad, Huang Ling mantiene relaciones sexuales secretas con el vicedecano de la escuela; dicha relación es vista con mal ojos por Wei Bu, y termina de forma abrupta cuando un video de ambos es filmado secretamente y subido al grupo de chat de la clase.
Wang Jin (Liu Cong-xi), un pensionado de la tercera edad que vive junto a su hija y su familia en el mismo complejo de apartamentos que Wei Bu, descubre que planean enviarlo a un asilo. 
Estos cuatro individuos unidos por la desgracia, planean tomar un autobús en un desesperado intento de llegar al zoológico de Manzhouli con el objetivo de ver al mítico elefante que siempre permanece sentado e ignora todo lo que lo rodea, esperando encontrar así una luz de esperanza en medio de la oscuridad que los rodea.

## Elenco
- Peng Yu-chang como Wei Bu
- Zhang Yu como Yu Cheng
- Wang Yu-wen como Huang Ling
- Liu Cong-xi como Wang Jin
- Xiang Rong-dong como Decano
- Jing Guo como Esposa del decano
- Guozhang Zhao-yan como Padre de Wei Bu
- Li Su-yun como Madre de Wei Bu
- Kong Wei como Yerno de Wang Jin
- Li Dan-yi como Hija de Wang Jin
- Kong Yi-xin como Nieta de Wang Jin
- Ling Zheng-hui como Li Kai
- Zhang Xiao-long como Yu Shuai
- Wang Ning como Madre de Huang Ling

## Recepción
Un elefante sentado y quieto fue estrenada en el Festival Internacional de Cine de Berlín bajo el título en inglés An Elephant Sitting Still, el 16 de febrero de 2018, donde fue galardonada con el FIPRESCI Award y el GWFF Best First Feature Award. El filme ha recibido la alabanza de directores célebres como Béla Tarr, Wang Bing, Hou Hsiao-Hsien, Ang Lee, Lee Chang-dong y Gus Van Sant, entre otros.
Phil Hoad de The Guardian, comentó que «[el filme] a veces es demasiado lento, y en ocasiones hay cierto arrebato nihilista exagerado. Pero el enfoque estilístico único de Hu crea el panorama de una sociedad con el verdadero ojo de un moralista».
En el sitio web Rotten Tomatoes, la película amasó una puntuación de 95% basada en veinte opiniones de críticos, mientras que posee un 88% en opiniones de la audiencia. En Metacritic, acumuló una puntuación de 83 sobre 100 basada en siete opiniones.
La Cinemateca Uruguaya comentó el filme en estos términos:

Hu Bo construye con Un elefante sentado y quieto una de esas obras maestras que se adentran en la esencia de la vida. El director de Jinan presenta cuatro historias de personas desventuradas que trascienden por la honestidad de sus emociones, historias comunes que no podemos dejar de seguir y que el destino va entrelazando por una leve empatía que parece ser la única oportunidad de luz en una sociedad deshumanizada, en una ciudad en la que el tiempo parece no avanzar y en la que los que te deberían proteger, no lo hacen.

### Países de habla hispana
La película fue exhibida en varios festivales de países de habla hispana. Por orden de estreno, fue lanzada en Argentina (BAFICI Buenos Aires, 17 de abril de 2018), en España (San Sebastián, 23 de septiembre de 2018) y Uruguay (Festival Internacional de Cine del Uruguay, 19 de abril de 2019). Fuera de festival fue exhibido en mayo de 2019 en cinco ciudades españolas (Zaragoza, La Coruña, Barcelona, Madrid y Lugo) y en México, en marzo de 2020.

## Premios y nominaciones
| Año  | Premio                                      | Categoría                                       | Recipient                 | Resultado |
| ---- | ------------------------------------------- | ----------------------------------------------- | ------------------------- | --------- |
| 2018 | Festival Internacional de Cine de Berlín    | FIPRESCI Award                                  | An Elephant Sitting Still | Ganador   |
| 2018 | Festival Internacional de Cine de Berlín    | GWFF Best First Feature Award - Special Mention | An Elephant Sitting Still | Ganador   |
| 2018 | Festival Internacional de Cine de Hong Kong | Audience Choice Award                           | An Elephant Sitting Still | Ganador   |
| 2018 | New Horizons Film Festival                  | Audience Award                                  | An Elephant Sitting Still | Ganador   |
| 2018 | Golden Horse Awards                         | Mejor película                                  | An Elephant Sitting Still | Ganador   |
| 2018 | Golden Horse Awards                         | Mejor actor principal                           | Peng Yu-chang             | Nominado  |
| 2018 | Golden Horse Awards                         | Mejor director nuevo                            | Hu Bo                     | Nominado  |
| 2018 | Golden Horse Awards                         | Mejor guion adaptado                            | Hu Bo                     | Ganador   |
| 2018 | Golden Horse Awards                         | Mejor cinematografía                            | Fan Chao                  | Nominado  |
| 2018 | Golden Horse Awards                         | Mejor banda sonora original                     | Hua Lun                   | Nominado  |
| 2018 | Golden Horse Awards                         | Audience Choice Award                           | An Elephant Sitting Still | Ganador   |